# Sociedade Filarmónica Olhalvense

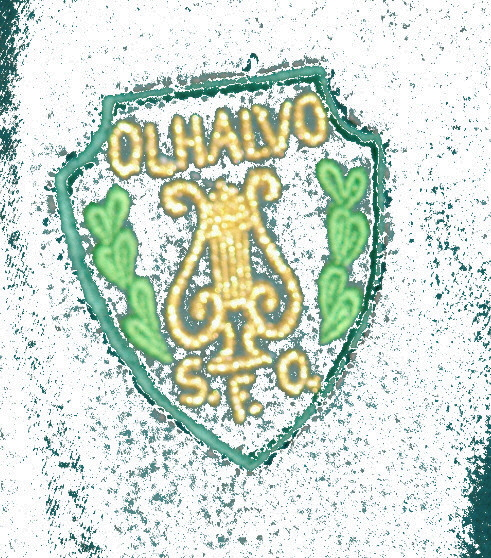
Símbolo da Sociedade Filarmónica Olhalvense

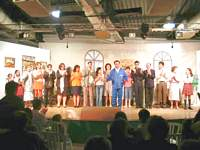
Grupo de Teatro da SFO

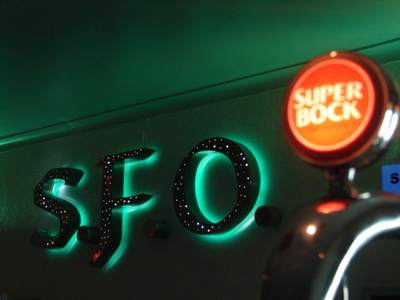
Sociedade Filarmónica Olhalvense

A Sociedade Filarmónica Olhalvense é umas das mais antigas colectividades do Concelho de Alenquer, oficialmente fundada em 30 de Novembro de 1918, a SFO conta com uma história rica em actividades culturais e desportivas que ao longo de 90 anos de existência têm  feito de Olhalvo palco de grandes acontecimentos culturais e desportivos.
Nos dias de hoje conta com mais de meio milhar de associados e diversas actividades que contribuem para fazer desta colectividade uma das mais dinâmicas da região.
A Banda Filarmónica, a qual está presente desde a fundação da SFO sendo mesmo a Banda Filarmónica a razão para a sua fundação, contando hoje com mais de 60 músicos na sua grande maioria jovens da freguesia mas também com jovens de freguesias vizinhas e dirigida pelo maestro Edgar Rafael Quintela Nogueira. Incluída na Banda está também a Escola de Música da SFO que conta com mais de meia centena de alunos, com diversos professores e instrumentos.
A SFO conta também com o Rancho Folclórico e Etnográfico com 30 anos de actividade e que hoje conta com o grupo infantil e adulto.
Na historia da Sociedade filarmónica Olhalvense está também o desporto, o futebol e também o Hoquei em Patins que foi durante alguns anos o desporto rei na SFO, contando com várias dezenas de atletas federados, foi no entanto extinto em 2000. O Nucleo de BTT da SFO marca também presença no campo das actividades desportivas da região, desde 1994 em actividade conta já no currículo a organização de diverso passeios de BTT.
A Sociedade filarmónica Olhalvense é também sinónimo de festa e diversão, sendo conhecida na região Oeste também pelas suas matinés ao domingo à tarde, já com cerca de 30 anos de matinés e com grandes tardes de convívio que ficam sem duvida na memória de muitos Olhalvenses, actualmente esta actividade está parada devido a certos problemas, mas que possivelmente serão resolvidos e voltará a haver as grandes tardes de casa cheia na SFO.

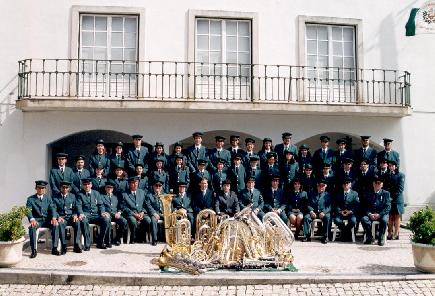
Banda da Sociedade Filarmónica Olhalvense

Ao longo destes 100 anos de historia e particularmente no últimos 30 anos a SFO tem trazido a Olhalvo grandes nomes da Música Nacional como: Delfins, Despe e Siga, Quinta do Bill, Sitiados, entre outros, e mais recentemente Tony Carreira (2006).
Sinónimo de Sociedade Filarmónica Olhalvense é também o Carnaval do Zé Povinho, sem dúvida um dos mais Portugueses e mais bonitos carnavais da região, que com o Corso pelas ruas de Olhalvo e os Bailes e Matinés na SFO fazem a festa durante 5 dias de muita folia!
Compete também à Sociedade Filarmónica Olhalvense a organização (de 3 em 3 anos) da Festa de Olhalvo.
Em novembro de 2018 celebrou-se o centenário da Sociedade Filarmónica Olhalvense com a presença do Senhor Presidente da República Portuguesa, Marcelo Rebelo de Sousa.

## Principais Atividades
- Banda Filarmónica e Escola de Música
- Rancho Folclórico e Etnográfico
- Grupo de Teatro
- Núcleo de BTT
- Escola de Ballet e Dança Moderna

## Ver Também
- Olhalvo